# 阿尼玛卿山
阿尼玛卿山（阿尼玛卿雪山，藏語：ཨ་མྱེས་རྨ་ཆེན།，威利转写：a myes rma chen，THL：Amyé Machen，藏语拼音：A'nyê Maqên）也译“阿米玛卿”，位于青海省东南部的果洛藏族自治州玛沁县雪山乡，为藏族“四大神山”之一。“阿尼玛卿”地处黄河源，为黄河源头最高山峰，主峰为玛卿岗日，至高点玛卿岗日的I号峰尖，海拔6282米。该山为昆仑山东脉，总长350公里，宽约30-50公里，共有18座海拔5000米以上的雪峰；其冰川数量占黄河源90％，雪线高度5200米。

## 山的名称

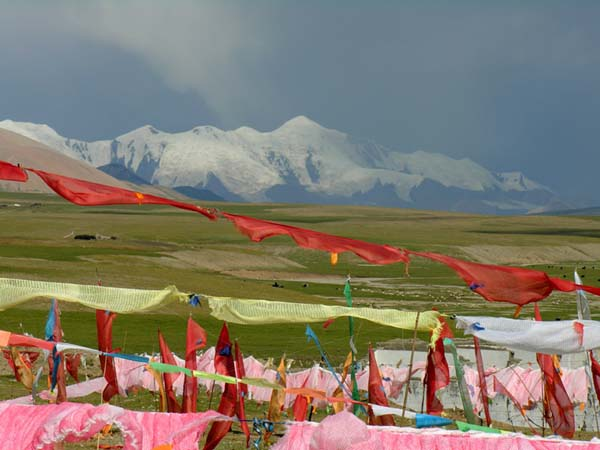
玛卿岗日主峰

“阿尼玛卿山”，即“阿尼玛卿雪山”，也被称为“玛积雪山”、“玛积山”、“玛卿山”。
“阿尼玛卿”之名源自藏语。阿尼玛卿山古名“玛卿本拉”，“玛”为古代藏族部落名称，“卿”为博大之意，“本拉”意即“大山”；“阿尼”——安多藏语意即“先祖老翁”。汉语文献《尚书·夏贡》载“......導河積石，至於龍門”，阿尼玛卿山也被称为“积石山”。“玛积雪山”、“玛积山”源自藏汉之名合称，“玛卿山”则为藏语简称。
又名阿木奈(祖)瑪勒占(花色)木遜(冰)山。一作阿木尼(祖)麻禪(險惡)母遜(冰)阿林。蒙古語曰木素鄂拉。卽唐書吐蕃傳所稱紫山、悶摩黎山。元史地理志河源附録所稱大雪山。一名亦耳麻不莫麻（伊拉瑪博囉）。譯言騰乞里塔(騰格哩哈達)者是也。

## 登山探险
阿尼玛卿山因其独特的地势与位置，曾被认为是世界第一高峰。最早探寻阿尼玛卿的外国人为植物学家约瑟夫·洛克（Joseph Francis Charles Rock），认为高度超过珠穆朗玛峰，估计达到8500米；并绘制了一幅最早的阿尼玛卿山域地图，保存至今。1949年美国登山探险者雷纳德·克拉克在阿尼玛卿登山探险时，测出其主峰海拔9041米。1960年6月，北京地质学院登山队一行11人从北坡首次登上阿尼玛卿主峰II号封尖。1970年代，经测定，阿尼玛卿山主峰的准确高度是海拔6282米。

## 延伸阅读
[在维基数据编辑]
 《欽定古今圖書集成·方輿彙編·山川典·積石山部》，出自陈梦雷《古今圖書集成》